# جهان نو (مجله)
مجلهٔ جهان نو مجله‌ای بود ادبی اجتماعی به صاحب امتیازی حسین حجازی که در آن مجله نوشته‌های ادبی-اجتماعی را از نشریات خارجی ترجمه و نشر می‌کرد.

## شروع فعالیت
حسین حجازی پس از چندی سردبیری مجلهٔ «راه نو» در سال ۱۳۲۳ به چاپ و نشر مجلهٔ «جهان نو» پرداخت. صاحب امتیاز مجله و گرداننده و پخش‌کنندهٔ آن خودش بود و مجله‌ای بود که جمعی از نویسندگان جوان را به حوزهٔ خود کشانید. عبدالحسین زرین‌کوب، جعفر شریعتمداری، مرتضی کیوان، محمدعلی اسلامی ندوشن، محمدجعفر محجوب، اصغر فتحی، علی‌اکبر کسمایی، سیروس ذکاء، مصطفی فرزانه، جمشید بهنام، امین عالی‌مرد، حسین یزدانیان و جمعی دیگر، از کسانی‌اند که آثارشان در دوره‌های اول مجله چاپ شده‌است. از ادبای قدیمی سعید نفیسی، علی جواهرکلام، عباس شوقی و خان‌بابا طباطبایی با آن همکاری داشتند.
حسین حجازی خود سعی می‌کرد که تازه‌ترین نوشته‌های علمی و اجتماعی را از منابع زبان انگلیسی ترجمه و چاپ کند. سعی دیگرش آن بود که مجله به‌هیچ‌وجه حاوی مطلب مضر به حال خوانده‌ها نباشد. دلش می‌خواست که مجله در خانواده‌ها محرم باشد و صدمه‌ای به اخلاق جوانان و نوجوانان نزند و دانش آنان را وسعت ببخشد.

## تغییر مدیریت
جهان نو به مدت سیزده سال بر همین اسلوب نشر شد. در قسمتی از سال‌های اول انتشار، مرتضی کیوان سردبیر آن بود و پس از آن سال‌های بیشتری امین عالی‌مرد با حجازی همکاری می‌کرد.
جهان نو عاقبت در سال ۱۳۳۳ از انتشار بازماند. تا این‌که از سال ۱۳۴۵ به قطع وزیری و به‌طور ماهانه تجدید انتشار پیدا کرد. در این دوره مجله جنبه‌ای جدی به خود گرفت و دو-سه شماره از دورهٔ جدید آن با همکاری رضا براهنی و جلال آل‌احمد و جمعی از نویسندگان مشهور به چاپ رسید. بعد امین عالی‌مرد همچنان مجله را بر همان روال ادامه داد.
جهان نو جمعاً بیست سال در قطع رحلی کوچک (۱۳۲۵-۱۳۴۴) و شش سال در قطع وزیری (۱۳۴۵-۱۳۵۰) چاپ شده‌است.
- سال اول (۱۳۲۵) ده شماره
- سال دوم (۱۳۲۶) بیست شماره
- سال سوم (۱۳۲۷) بیست و چهار شماره
- سال چهارم (۱۳۲۸) بیست و دو شماره
- سال پنجم (۱۳۲۹) شش شماره
- سال ششم (۱۳۳۰) بیست شماره
- سال هفتم (۱۳۳۱) بیست و پنج شماره
- سال هشتم (۱۳۳۲) چهارده شماره
- سال نهم (۱۳۳۳) چهار شماره
- سال دهم (۱۳۳۴) یک شماره
- سال یازدهم تا بیستم (۱۳۳۵-۱۳۴۴) - نامنظم و سالی یکی دو شماره برای بقای اجازهٔ امتیاز نشر شده‌است.
- سال بیست و یکم (خرداد-اسفند ۱۳۴۵) هفت شماره
- سال بیست و دوم (۱۳۴۶) دوازده شماره
- سال بیست و سوم (۱۳۴۷) دوازده شماره (در ۴ دفتر)
- سال بیست و چهارم (۱۳۴۸) شش شماره
- سال بیست و پنجم (۱۳۴۹) دو شماره
- سال بیست و ششم (۱۳۵۰) دو شماره[۲]

## پی‌نوشت
1. 1 2 3  «یادبود مؤلفان»،  آینده،  ۹۲۲..
2. 1 2 3  «یادبود مؤلفان»،  آینده،  ۹۲۳..